# Ў
Ў, ў (У краткое, У с краткой, бел. у кароткая, у нескладовае) — буква расширенной кириллицы. Используется в белорусском алфавите, а также в некоторых современных и бывших неславянских алфавитах. По начертанию представляет собой обычную гражданскую букву У, к которой прибавлена такая же кратка, как в букве Й.
Происходит от знака Ѵ̆, ѵ̆ («ижица с краткой»: Іереѵ̆ская власть, пучина Егеѵ̆ская), использовавшегося в некоторых западнорусских изданиях конца XVI — начала XVII веков. Непосредственно происходит из более позднего знака, «гаммаобразный ук с краткой», употреблявшегося в румынской кириллической письменности. Оттуда в 1837 году была заимствована (уже практически в нынешней форме) составителями сборника украинской поэзии «Русалка Днестровая», о чём в предисловии написано так: «приймилисмо сербскоє џ (виџу wydzu) и волоскоє ў (аў, αυ Erazm. Rotterd., au, еў, ευ: спѣваў, spiwαυ; душеў, dušευ)…», то есть «мы приняли сербское Џ и валашское (то есть румынское) Ў». В этом сборнике буква пишется преимущественно на месте этимологического [л], перешедшего в неслоговое [у], что сегодня орфографически выражается буквой В. Соответствует ł польского алфавита.

## Название
В белорусском языке эта буква называется «у нескладо́вае», то есть «у неслогово́е». В русском языке часто используются названия «у кра́ткое» или «у неслогово́е».

## Ў в белорусском языке
Ў — 22-я буква белорусского алфавита. Обозначает звук [w].
Впервые для сегодняшнего белорусского языка отдельная буква для звука [w] появилась в середине XIX века в белорусской латинице в разных вариантах: ú, курсивное u, u с гачеком (ǔ), w̆, ŭ. В стихотворной брошюре Яна Чечота «Da milych mužyczkoú», которая была выпущена в 1846 году, буква выглядела как u c акутом — ú. У Викентия Дунина-Марцинкевича использовалось курсивное u (в отличие от обычного u для гласного звука [u], например: jon umieu). Привычная u на месте краткого (неслогового) использовалась в публикациях Кастуся Калиновского 1862—1863 годов. Встречались также варианты u с гачеком (ǔ). W с краткой (w̆) использовал Бронислав Эпимах-Шипила (1889). В 1897 выпускается первый том «Люду беларускага» этнографа Михаила Федеровского; многотомник содержит аутентичные тексты, записанные Федеровским белорусской латиницей. В этих записях в позиции после гласных звук [w] (у нескладо́вае) передаётся как u̯ (например: kazau̯; pierapau̯zła; jak u̯ziau̯ by u̯ ruku; uhledzieu̯), в то время как ŭ используется для очень краткого (и в беглом произношении пропадающего) [у] (например, pakazŭwaj; padwiazŭwaje; panakruczŭwała, dziakŭwać Bohu). И только у Франциска Богушевича буква принимает свой современный вид — ŭ. Она использовалась в краковском издании Богушевича «Dudka Białaruskaja» 1891 года.
Для белорусского языка буква Ў впервые была предложена П. А. Бессоновым в 1870 году. В 1874 году этнограф Павел Шейн издал сборник «Белорусские народные песни». В нём авторский текст написан по-русски, а аутентичная запись текстов белорусских песен — по-белорусски. В записи во всех случаях звук [w] передан как Ў, например: не даў, слаўны, жоўтымъ зярномъ, а ўзяў вутку, заўтра раненька, нясуць намъ бутэлькі поўненькі.
В белорусской письменности буква стала употребляться с 1890-х годов.

Употребляется после гласных, соответствует буквам (и звукам) У, В и Л других славянских языков и часто чередуется с ними: ён у карчме́ — яны́ ў карчме́, галава́ — гало́ўка, быў — была́.
- Белорусская раскладка клавиатуры: «Ў» находится между «Ш» и «З» — на том же месте, где в русскоязычной раскладке ЙЦУКЕН находится буква «Щ»
- Белорусскоязычная надпись «Магілёў» на входе в вокзал станции Могилёв I

## В других алфавитах
- Используется в дунганском алфавите, введённом в 1953 году, где передаётся закрытый гласный [u], в отличие от «у», которое передаёт более открытый [ʊ].
- Используется в алфавите азиатских эскимосов, где передаёт звук [β].
- Используется в ни́вхском кириллическом алфавите, введённом в конце 1970-х годов.
- До латинизации 1923 года употреблялась для записи осетинских текстов (так называемая «шёгреновская азбука») — в частности, в первой осетинской газете «Ирон газет» (1906). Передавала звук [w].
- В 1961—1964 годах (в Карачаево-Черкесии до 1970-х) использовалась в карачаево-балкарском кириллическом алфавите. Вместо неё могла также использоваться буква у с ударением — у́. Буква ў до сих пор иногда встречается в разных изданиях.
- В 1940—1951 годах использовалась в алфавите казахского языка, заменен на букву Ұ.
- В 1989 году планировалось ввести букву Ў в татарский алфавит.
- Употребляется в каракалпакском кириллическом алфавите, где обозначает звук [w].
- Употребляется в узбекском кириллическом алфавите, где обозначает звук [o~ɵ][4]; в современной узбекской латинице ей соответствует oʻ.
- В некоторых словарях ненецкого языка используется У͏̆ у͏̆ (у с бреве, имеющим форму, как в латинице), обозначающая краткий гласный [ŭ][5].
- Используется в некоторых словарях абхазского языка, где обозначает звук [w][6].
- Используется в некоторых словарях бесермянского наречия удмуртского языка, где обозначает билабиальный звук [w][7].
- В учебниках арабского языка используется в транскрипции для звука, обозначаемого буквой و [8].

## Национальный символ Беларуси
Буква «Ў» — один из неофициальных национальных символов Беларуси. Белорусы считают «Ў» уникальной буквой и опознавательным знаком белорусского народа. Сама буква является названием различных белорусских заведений, в том числе баров и книжных магазинов. В честь «Ў» в 2003 году был установлен памятник.

### Памятник
В сентябре 2003 года, во время 10-го празднования Дня белорусской письменности, городские власти установили памятник в честь этой буквы в Полоцке, старейшем городе Беларуси. Памятник выполнен в виде стелы, по бокам которой размещены рельефные изображения букв. Памятник может служить солнечными часами. Автор памятника — белорусский художник из Полоцка Игорь Куржалов (бел. Ігар Куржалаў).
- Памятник букве «Ў» в Полоцке
- «Ў» на почтовой марке Беларуси 2019 года к Международному году языков коренных народов